# میچل ویگینز
میچل ویگینز (انگلیسی: Mitchell Wiggins؛ زاده ۲۸ سپتامبر ۱۹۵۹) یک بازیکن بسکتبال اهل ایالات متحده آمریکا است.